# 바진
바진(중국어: 巴金, 병음: Bā Jīn, 한자음: 파금, 1904년 11월 25일 ~ 2005년 10월 17일)은 중화인민공화국의 소설가, 저술가, 아나키스트이다. 본명은 리야오탕(중국어: 李尧棠, 한자음: 이요당)이고, 자는 페이간(중국어: 芾甘, 한자음: 비감)이다. 루쉰, 라오서 등과 함께 중국 현대문학을 대표하는 작가이다.
필명 '바진'은 러시아 아나키스트 미하일 바쿠닌(巴枯寧, 바쿠닝)과 표트르 크로폿킨(克鲁泡特金, 커루파오터진)에서 유래하였다.

## 생애
쓰촨성 청두의 대지주 관료 집안에서 태어났다. 5·4운동에 의해 신사상(新思想)에 각성하고 후에 아나키즘에 심취했다. 1923년 집을 나와 난징에 유학, 다시 상하이로 나와 사회운동에 참가했다.
1926년에 프랑스 유학, 파리에서 쓴 《멸망》(滅亡)이 귀국과 동시에 발표되어 호평을 받았다. 이후에 생가(生家)를 모델로 한 《가》(후에 《봄》, 《가을》을 추가하여 격류(激流) 3부작으로 불린다)은 청년들에게 커다란 반향을 일으켜 종전(終戰) 전의 작품으로서는 최고의 발행부수를 기록했다.
한편 그는 프랑스에서 귀국 후 1933년 쓰촨 대학교 불어불문학과에 진학하여 이후 1937년 쓰촨 대학교 불어불문학과 학사 학위하였다. 그 후도 계속 장편을 발표하였고 항일전에서 종전 직전에 걸친 작품으로 《휴식의 정원》(憩園), 《차가운 밤》(寒夜) 등과 동화·단편 등 수많은 작품이 있다. 그의 작품은 약자에 대한 강한 애정이 깔려 있으며 평범한 소시민의 심리 등을 면밀하게 파고든 작풍을 특색으로 한다.
종전 후는 공적(公的) 기관에서의 활동도 많았으며 문화대혁명 동안에서는 '부르주아 전위(前衛)'라는 비판을 받았다.
2005년에 101세 나이로 사망하였다.

## 저작

### 한국어 번역 작품
- 《가》(家) - 황소자리, 박난영 옮김, 2006년
- 《매의 노래》 - 황소자리, 홍석표 길정행 이경하 옮김, 2006년
- 《봄 속의 가을》(春天里的秋天) - 갈무리, 장정렬 옮김, 2007년
- 《차가운 밤》(寒夜) - 시공사, 김하림 옮김, 2010년
- 《휴식의 정원》 - 문학과지성사, 차현경 옮김, 2014년
- 《아버지가 새 구두를 사오실 때》 - 창비, 박난영, 2016년

## 같이 보기
- 중국 문학